# Edward Calvin Kendall
Edward Calvin Kendall (n. 8 martie 1886, South Norwalk⁠(d), Norwalk⁠(d), Connecticut, SUA – d. 4 mai 1972, Princeton, New Jersey, SUA) a fost un chimist american care a câștigat Premiul Nobel pentru Medicină în 1950, împreună cu Tadeusz Reichstein și Philip S. Hench, pentru cercetările legate de hormonii glandei suprarenale.